# الجاسوس الذي جاء من البرد (فلم)
الجاسوس الذي جاء من البرد (بالإنجليزية: The Spy Who Came In from the Cold) هو فيلم جاسوسية بريطاني مبني على رواية تحمل نفس الاسم للكاتب البريطاني جون لو كاريه. الفيلم من إخراج مارتن رت وبطولة ريتشارد برتون، كلير بلوم وأوسكار فيرنر، صدر الفيلم في الولايات المتحدة في 16 ديسمبر 1965.

## وصلات خارجية
- الجاسوس الذي جاء من البرد على موقع IMDb (الإنجليزية)
- الجاسوس الذي جاء من البرد على موقع الموسوعة البريطانية (الإنجليزية)
- الجاسوس الذي جاء من البرد على موقع روتن توميتوز (الإنجليزية)
- الجاسوس الذي جاء من البرد على موقع نتفليكس (الإنجليزية)
- الجاسوس الذي جاء من البرد على موقع ألو سيني (الفرنسية)
- الجاسوس الذي جاء من البرد على موقع Turner Classic Movies (الإنجليزية)
- الجاسوس الذي جاء من البرد على موقع أول موفي (الإنجليزية)
- الجاسوس الذي جاء من البرد على موقع فيلمافينيتي (الإسبانية)
- الجاسوس الذي جاء من البرد على موقع قاعدة بيانات الأفلام السويدية (السويدية)
- الجاسوس الذي جاء من البرد على موقع قاعدة بيانات الفيلم (الإنجليزية)